# Ошмянка (деревня)
Ошмянка (баш. Ошмянка) — деревня в Благовещенском районе Республики Башкортостан Российской Федерации. Входит в состав Орловского сельсовета.

## География

### Географическое положение
Расстояние до:
- районного центра (Благовещенск): 18 км,
- центра сельсовета (Орловка): 5 км,
- ближайшей ж/д станции (Загородная): 40 км.

## История
Образована в результате объединения деревень 1-я Ошмянка и 2-я Ошмянка.
Текст Закона «О внесении изменений в административно-территориальное устройство Республики Башкортостан в связи с образованием, объединением, упразднением и изменением статуса населённых пунктов, переносом административных центров» от 20 июля 2005 года № 211-З:
Ошмянский Починок
Был образован при речке Малый Огрязь на рубеже XIX -XX веков. Находился в 12 верстах к северу от волостного правления. Часть первопоселенцев прибыли из Ошмянского уезда Виленской губернии, отсюда и название починка. В 1905 году насчитывалось 15 дворов и 74 человека. В 1911 году в починке открывается земская одноклассная школа.  Сельского общества к 1912 году образовано не было. Среди крестьян починка были  Лобастовы, Тупицыны, Жолобовы, Русских, Старцевы, Куликовы, а также белорусы - Добровольские, Куц, Борисевичи и другие. В 1912 году в Ошмянском починке насчитывалось 18 хозяйств и 121 крестьянин, все входили в земельное товарищество, в собственности которого находилась вся земля - 506, 65 десятины. 
К 1917  году в школе починка учительствовала Черемискина. 
В 1917  в Ошмянском починке насчитывалось 34 дохозяйства и 209 человек, включая беженцев. 
С советских времен Ошмянка относится к Орловскому сельсовету. Во время коллективизации в деревне был организован колхоз Крупской. Во второй половине XX века учитывалась как д. 1-я Ошмянка и д. 2-я Ошмянка. В 1950-е годы деревня входила в колхоз имени Сталина, переименованный затем в колхоз "Заря"

ст. 3. Объединить следующие населённые пункты:

1) в Благовещенском районе:

деревню 1-я Ошмянка и 2-я Ошмянка Орловского сельсовета, установив объединённому населённому пункту тип поселения — деревня;

## Население
| 2002 | 2009 | 2010 |
| ---- | ---- | ---- |
| 243  | ↘219 | ↗252 |

Согласно переписи 2002 года, преобладающие национальности —  башкиры (43 %), русские (28 %).
В 1939 году насчитывалось 135 человек, в 1959 - 231, в 1989 - 235. Перепись населения 2010 года зафиксировала в Ошмянке 252 жителя. Любопытное обстоятельство: Ошмянка является одним из немногих населенных пунктов Благовещенского района, численность населения которого в наше время превышает дореволюционную. Однако этнический состав сильно изменился: в 2002 году 43 % населения составляли башкиры и только 28% русские, а также в деревне проживают татары и марийцы.